# 公文村
公文村（くもんそん）は、岡山県勝田郡にあった村。

## 概要
現在の美作市英田青野、安蘇、岩見田、下山、城田・鳥渕、中河内に当たる。
昭和の大合併で2町に分かれて編入された公文村は、平成の大合併で、美作市の一部という形で、再び1つとなった。
なお、美作市になる前は、英田青野は英田町青野であったが、ともに美作市となる東粟倉村にも同名の青野があったため、英田を冠することとなった。一方、東粟倉村の青野は東青野となった。

## 沿革
- 1889年6月1日 - 町村制施行に伴い、勝南郡青野村、安蘇村、岩見田村、下山村、城田村、鳥渕村、中河内村が合併し、公文村となる。大字安蘇に役場を置く。
- 1900年4月1日 - 勝南郡が勝北郡と合併し、勝田郡となる。
- 1956年2月1日 - 公文村の内、安蘇、岩見田が英田郡美作町へ、青野、下山、城田・鳥渕、中河内が英田郡英田町へ編入となる。

## 地名の読み方
- 英田青野（あいだあおの）
- 青野（あおの）
- 安蘇（あそ）
- 岩見田（いわみだ）
- 下山（しもやま）
- 城田（じょうでん）
- 鳥渕（とりぶち）
- 中河内（なかごうち）

## 現在の様子

### 郵便番号
- 701-2621 美作市下山
- 701-2622 美作市鳥渕
- 701-2623 美作市英田青野
- 701-2624 美作市中河内
- 701-2625 美作市城田
- 707-0053 美作市安蘇
- 707-0054 美作市岩見田

707-005Xの残りの番号は湯郷町を参照。

### 職業訓練

#### 職業能力開発校
- 岡山県立北部高等技術専門校美作校（ハレテク美作）

### 交通

#### 鉄道
旧村内を走る鉄道およびその駅なし

#### 道路

##### 高速道路
旧村内を走る高速道路なし

##### 国道
旧村内を走る国道なし

##### 県道
- 主要地方道

旧村内を走る主要地方道なし
- 一般県道
  - 岡山県道362号位田飯岡線
  - 岡山県道379号百々樫村線

### 河川・山岳

#### 河川
- 吉野川

### 寺院・神社

#### 神社
- 青野神社
- 杉神社